# Ágios Geórgios (Réthymnon)
Ágios Geórgios, en grec moderne : Άγιος Γεώργιος, est un village de montagne du dème d'Ágios Vasílios, de l'ancienne municipalité de Lámpi, dans le district régional de Réthymnon, en Crète, en Grèce. Selon le recensement de 2011, la population d'Ágios Geórgios compte 56 habitants. Le village est situé à une altitude de 260 mètres.

## Source de la traduction
- (el) Cet article est partiellement ou en totalité issu de l’article de Wikipédia en grec moderne intitulé « Άγιος Γεώργιος (Μελάμπων) Ρεθύμνης » (voir la liste des auteurs).